# Линби
Линби́ (кит. упр. 灵璧, пиньинь Língbì) — уезд городского округа Сучжоу провинции Аньхой (КНР).

## История
В 203 году до н.э. в этих местах состоялась битва под Гайся, после победы Лю Бана в которой возникла империя Хань.
Во времена империи Сун в 1086 году в этих местах был создан уезд Линби (零璧县). В 1117 году написание его названия было изменено с 零璧 на 灵璧.
Во время гражданской войны эти земли после поражения гоминьдановских войск в Хуайхайском сражении перешли в 1949 году под контроль коммунистов. 25 марта 1949 года был образован Специальный район Сусянь (宿县专区) и уезд вошёл в его состав. В 1956 году Специальный район Сусянь был расформирован, а входившие в его состав уезды были переданы в Специальный район Бэнбу (蚌埠专区). В апреле 1961 года Специальный район Сусянь был воссоздан, а Специальный район Бэнбу — упразднён. В 1970 году Специальный район Сусянь был переименован в Округ Сусянь (宿县地区).
В 1998 году округ Сусянь был преобразован в городской округ Сучжоу.

## Административное деление
Уезд делится на 13 посёлков и 6 волостей.